# Песковская, Юлия Анатольевна
Юлия Анатольевна Песковская (род. 10 июля 1956 года, город Сызрань, Самарская область) — российский государственный и политический деятель. Депутат Государственной Думы пятого созыва, член фракции «Единая Россия», член комитета Государственной Думы ФС РФ по социальной политике.

## Биография
В 1976 году получила диплом о высшем образовании Пермского государственного педагогического института, по специальности «преподаватель педагогики и психологии». В 1996 году завершила обучение в Академии народного хозяйства, по специальности магистр управления. Защитила кандидатскую диссертацию по экономике, на тему «Социальная защита населения: особенности функционирования на Крайнем Севере на примере Республики Саха (Якутия)».
В 1976 году трудоустроилась воспитателем детского сада посёлка Лебединый Алданского района, и проработала на этой должности два года.
В 1978 перешла работать горнорабочей рудника Лебединый ГОКа «Алданзолото», позже назначена секретарём первичной комсомольской организации рудника Лебединый. Здесь проработала пять лет.
С 1983 по 1988 являлась секретарём Алданского райкома ВЛКСМ. В 1988 году назначена на должность заведующей детского комбинатом «Минутка» в городе Алдане.
С 1989 по 1991 годы работала в должности инструктора Алданского райкома КПСС. В 1991 стала заведующей отделом по проблемам семьи, женщин администрации Алданского улуса. С 1992 по 1996 годы — заместитель главы администрации Алданского улуса по социальным вопросам. В 1996 году становится заместителем министра, первым заместителем министра социальной защиты, труда и занятости Республики Саха (Якутия).
В 1997 году исполняет обязанности министра, а с 1998 года — министр социальной защиты, труда и занятости Республики Саха. В 2007 году назначена министром по делам предпринимательства, развития туризма и занятости.
2 декабря 2007 года на выборах депутатов государственной Думы пятого созыва избрана по партийным спискам «Единой России» депутатом. В Государственной Думе занимала пост члена Комитета по социальной политике. В декабре 2011 года полномочия завершены.
В 2012 году назначена заместителем руководителя представительства правительства Тульской области при Правительстве Российской Федерации. С 2014 по 2016 годы — постоянный представитель главы Якутии в Москве.
С 2016 года работает в должности генерального директором санатория «Бэс Чагда» в Подмосковье.
Воспитала двух сыновей.

## Награды
Награждена:
- Почетным знаком имени Софьи Сидоровой.
- Почётный гражданин Алданского района.
- Почётный работник Министерства труда Российской Федерации.